# Kompozicija funkcija
U matematici, kompozicija funkcija formirana kompozicijom jedne funkcije drugom, predstavlja primjenu prve funkcije na rezultat primjene druge na argument. Funkcije f: X → Y i g: Y → Z se mogu komponirati tako što se prvo primjeni funkcija f na argument x i potom primjeni funkcija g na rezultat prethodne primjene.
Na taj se način dobiva funkcija g o f: X → Z definirana sa (g o f)(x) = g(f(x)) za svaki x u X. Notacija g o f se čita kao "g kružić f" ili "g komponirano sa f".
Kompozicija funkcija je uvijek asocijativna. To jest, ako su f, g i h tri funkcije s odgovarajuće odabranim domenama i kodomenama, tada je f o (g o h) = (f o g) o h. Budući da je svejedno gdje se stavljaju zagrade, mogu se slobodno izostaviti, bez utjecaja na konačni izračun.
Kao posljedica toga skup bijektivnih funkcija 
f: X → X formmira grupu u odnosu na operator kompozicije.
Funkcije g i f komutiraju jedna s drugom ako g o f = f o g.  Općenito kompozicija funkcija nije komutativna. Komutativnost je specifično svojstvo koje imaju samo pojedine funkcije u posebnim okolnostima. Na primjer, {\displaystyle ({\sqrt {x}})^{2}={\sqrt {x^{2}}}} samo kad {\displaystyle x\geq 0}; za svaki negativni {\displaystyle x} je prvi izraz nedefiniran. (Ali inverzne funkcije uvijek komutiraju i pritom stvaraju identitetu.

## Primjer
Neka je visina zrakoplova u vremenu t dana funkcijom h(t) i neka je koncentracija kisika na visini x dana funkcijom c(x).
Tada izraz (c o h)(t) opisuje koncentraciju kisika uokolo zrakoplova u vremenu t.

## Funkcijske potencije
Ako Y⊆X tada se funkcija f: X → Y može komponirati sama sa sobom. Ovo se ponekad označava s f 2. Shodno tome:
(f o f)(x) = f(f(x)) = f 2(x)
(f o f o f)(x) = f(f(f(x))) = f 3(x)
Ponavljana kompozicija funkcije samom sobom se zove iteracija funkcije.
Korištenjem definirane notacije lako dobivamo funkcijske potencije
f o f n
= f n o f
= f n+1
za prirodne n
- Dogovorno je f 0 = idD(f) (identiteta nad domenom funkcije f).
- Ako funkcija f:X→X ima inverznu funkciju, negativne funkcijske potencije f -k (k > 0) su definirane kao suprotne potencije inverzne funkcije, (f −1)k.

Iterirane funkcije se prirodno pojavljuju prilikom proučavanja fraktala i dinamičkih sustava.

## Operator kompozicije
Za danu funkciju g, operator kompozicije {\displaystyle C_{g}} je definiran kao operator koji preslikava funkcije na funkcije
{\displaystyle C_{g}f=f\circ g}
Operatori kompozicije su predmet proučavanja matematičke discipline zvane teorija operatora.